# 蘇哈 (伊爾沙瓦區)
48°25′45″N 23°17′59″E / 48.42917°N 23.29972°E
蘇哈（烏克蘭語：Суха）是烏克蘭西部的村莊，隸屬外喀爾巴阡州的胡斯特區。該村面積2平方公里，海拔高度501米，2001年人口1,906，人口密度每平方公里950人。